# The Good Girl Gone Bad Tour
The Good Girl Gone Bad Tour fue la segunda serie mundial de conciertos por la cantante barbadense Rihanna, en apoyo de su tercer álbum de estudio Good Girl Gone Bad. La lista de canciones fue compuesta en su mayoría por su último álbum en ese entonces Good Girl Gone Bad, pero también incorporó algunas canciones de sus dos álbumes anteriores. Akon fue seleccionado como telonero para las fechas de Canadá y Norte América, mientras que Ciara y David Jordan apoyaron las fechas de Reino Unido. Chris Brown se unió a la gira durante la etapa Oceánica.
Un DVD del show de Mánchester titulado Good Girl Gone Bad Live fue lanzado el 17 de junio del 2008.

## Antecedentes
La gira fue la primera gira encabezada por Rihanna. Se presentó con una nueva imagen con un provocativo y revelador traje de cuero en cada show. El escenario estuvo muy elaborado, consistiendo en un gran conjunto de escaleras, dos grandes pantallas LCD que muestra las imágenes de Rihanna y clips especiales de fabricación durante el concierto, y seis pantallas LCD delgado que fueron espaciados uniformemente a cabo, con tres a la izquierda y tres a la derecha. El escenario consistió también de miles de luces que destellaban en diferentes colores, también hubo una enorme pantalla LCD en el medio del escenario que se centró principalmente en la presentación de Rihanna. El escenario estaba lleno de pirotecnia y diferentes apoyos en el escenario que Rihanna y los bailarines utilizan durante sus presentaciones. Sus cantantes back-up y banda estaban en uno y otro lado en el escenario. Durante la etapa de la gira de Australia el escenario también se ofrece una pequeña plataforma alza en el centro frente al escenario. Para "Disturbia" comenzó en el aire en la plataforma, y se levantó sobre ella de nuevo durante la canción "Unfaithful". Las fechas para México estaban programadas originalmente para diciembre de 2008, pero fueron cambiadas a enero de 2009 debido a las pocas ventas de las entradas. Aun así, no se consiguió el éxito esperado.

## Actos de apertura
- Akon
- Ciara
- David Jordan
- Chris Brown
- María José

## Lista de canciones
| Canadá y Estados Unidos(2007) |
| --- |
| 1. "Pon de Replay" 2. "Break It Off" (solo version) 3. "Let Me" 4. "Rehab" 5. "Breakin' Dishes" 6. "Is This Love " (Bob Marley cover) 7. "Kisses Don't Lie" 8. "Scratch" 9. "SOS" 10. "Good Girl Gone Bad" 11. "Hate That I Love You" (solo version) 12. "Unfaithful" 13. "Sell Me Candy" 14. "Don't Stop The Music" 15. "Shut Up and Drive" 16. "Umbrella |

| Europa(2007) |
| --- |
| 1. "Pon de Replay" 2. "Break It Off" (solo version) 3. "Let Me" 4. "Rehab" 5. "Breakin' Dishes" 6. "Is This Love" (Bob Marley cover) 7. "Kisses Don't Lie" 8. "Scratch" 9. "SOS" 10. "Good Girl Gone Bad" 11. "Hate That I Love You" (solo version) 12. "Unfaithful" 13. "Sell Me Candy" 14. "Don't Stop The Music" 15. "Push Up on Me" 16. "Shut Up and Drive" 17. "Question Existing" 18. "Umbrella |

| Europa(2008) |
| --- |
| 1. "Pon de Replay" 2. "Break It Off" (solo version) 3. "Let Me" 4. "Rehab" 5. "Breakin' Dishes" 6. "Scratch" 7. "SOS" 8. "Good Girl Gone Bad" 9. "Hate That I Love You" (solo version) 10. "Unfaithful" 11. "Don't Stop The Music" 12. "Push Up on Me" 13. "Shut Up and Drive" 14. "Question Existing" 15. "Umbrella" |

| Asia/Oceania/Mexico |
| --- |
| - Chris Brown realizó una serie completa antes de Rihanna. - María José realizó 4 canciones antes de Rihanna. 1. Intro/"Disturbia" (contiene samples de "Sweet Dreams (Are Made of This)" y extractos de "Seven Nation Army") 2. "Breakin' Dishes" 3. "Break It Off" (solo versión sin Sean Paul) 4. "Let Me" 5. "Rehab" 6. Medley - "Pon de Replay" - "Paper Planes" (M.I.A. cover) - "Doo Wop (That Thing)" (Lauryn Hill ) - "Live Your Life" (solo versión sin T.I.) 7. "Scratch" 8. "SOS" 9. "Good Girl Gone Bad" 10. "Hate That I Love You" (solo versión sin Ne-Yo/con featuring David Bisbal en las fechas de México) 11. "Unfaithful" 12. "Don't Stop the Music" 13. "Push Up On Me" 14. "Shut Up and Drive" 15. "Take a Bow" 16. "Umbrella" (Cinderella remix with Chris Brown at some shows) 17. Outro |

## Fechas
| Norteamérica             |                               |                 |                                           |
| 15 de septiembre de 2007 | Vancouver                     | Canadá          | GM Place                                  |
| 17 de septiembre de 2007 | Grande Prairie                | Canadá          | Canada Games Arena                        |
| 18 de septiembre de 2007 | Calgary                       | Canadá          | Stampede Corral                           |
| 18 de septiembre de 2007 | Saskatoon                     | Canadá          | Credit Union Centre                       |
| 22 de septiembre de 2007 | Toronto                       | Canadá          | Molson Amphitheatre                       |
| 23 de septiembre de 2007 | Ontario                       | Canadá          | John Labatt Centre                        |
| 24 de septiembre de 2007 | Montreal                      | Canadá          | Bell Centre                               |
| 25 de septiembre de 2007 | Quebec                        | Canadá          | Pavillon de la Jeunesse                   |
| 27 de septiembre de 2007 | Moncton                       | Canadá          | Moncton Coliseum                          |
| 28 de septiembre de 2007 | Saint John                    | Canadá          | Harbour Station                           |
| 30 de septiembre de 2007 | Halifax Regional Municipality | Canadá          | Halifax Metro Centre                      |
| 2 de octubre de 2007     | Arlington                     | Estados Unidos  | Texas Hall                                |
| 5 de octubre de 2007     | Rochester                     | Estados Unidos  | Rochester Institute of Technology         |
| 11 de octubre de 2007    | Nueva York                    | Estados Unidos  | Nokia Theatre Times Square                |
| 13 de octubre de 2007    | Jersey City                   | Estados Unidos  | Brookdale Community College               |
| 18 de octubre de 2007    | State College                 | Estados Unidos  | Bryce Jordan Center                       |
| 19 de octubre de 2007    | Filadelfia                    | Estados Unidos  | Wachovia Center                           |
| 20 de octubre de 2007    | Phoenix                       | Estados Unidos  | Arizona Veterans Memorial Coliseum        |
| 23 de octubre de 2007    | Los Ángeles                   | Estados Unidos  | House of Blues                            |
| Europa                   |                               |                 |                                           |
| 11 de noviembre de 2007  | París                         | Francia         | Le Zénith                                 |
| 13 de noviembre de 2007  | París                         | Francia         | Le Zénith                                 |
| 14 de noviembre de 2007  | Basilea                       | Suiza           | St. Jakobshalle                           |
| 20 de noviembre de 2007  | Colonia                       | Alemania        | Lanxess Arena                             |
| 21 de noviembre de 2007  | Ámsterdam                     | Países Bajos    | Heineken Music Hall                       |
| 22 de noviembre de 2007  | Bruselas                      | Bélgica         | Forest National                           |
| 23 de noviembre de 2007  | Frankfurt                     | Alemania        | Jahrhunderthalle                          |
| 24 de noviembre de 2007  | Belgrade                      | Serbia          | Belgrade Arena                            |
| 26 de noviembre de 2007  | Berlín                        | Alemania        | Berlín                                    |
| 27 de noviembre de 2007  | Bratislava                    | Eslovenia       | Sibamac Arena                             |
| 30 de noviembre de 2007  | Sofía                         | Bulgaria        | Prince Alexander of Battenberg Square]    |
| 1 de diciembre de 2007   | Ischgl                        | Austria         | Ischgl Top of the Mountain Concert        |
| 2 de diciembre de 2007   | Dublín                        | Irlanda         | Royal Dublin Society                      |
| 3 de diciembre de 2007   | Belfast                       | Irlanda         | Odyssey Arena                             |
| 6 de diciembre de 2007   | Mánchester                    | Reino Unido     | Manchester Evening News Arena             |
| 7 de diciembre de 2007   | Sheffield                     | Reino Unido     | Sheffield Arena                           |
| 13 de diciembre de 2007  | Newcastle upon Tyne           | Reino Unido     | Metro Radio Arena                         |
| 14 de diciembre de 2007  | Glasgow                       | Reino Unido     | Scottish Exhibition and Conference Centre |
| 16 de diciembre de 2007  | Londres                       | Reino Unido     | Wembley Arena                             |
| 17 de diciembre de 2007  | Brighton                      | Reino Unido     | The Brighton Centre                       |
| 18 de diciembre de 2007  | Birmingham                    | Reino Unido     | National Exhibition Centre                |
| 19 de diciembre de 2007  | Cardiff                       | Reino Unido     | Cardiff International Arena               |
| 20 de diciembre de 2007  | Nottingham                    | Reino Unido     | National Ice Centre                       |
| 21 de diciembre de 2007  | Moscú                         | Rusia           | Private concert                           |
| 26 de febrero de 2008    | Dublín                        | Ireland         | RDS Simmonscourt                          |
| 27 de febrero de 2008    | Dublín                        | Ireland         | RDS Simmonscourt                          |
| 2 de marzo de 2008       | Belfast                       | Ireland         | Odyssey Arena                             |
| 3 de marzo de 2008       | Aberdeen                      | Reino Unido     | Aberdeen Exhibition and Conference Centre |
| 5 de marzo de 2008       | Liverpool                     | Reino Unido     | Echo Arena                                |
| 6 de marzo de 2008       | Bournemouth                   | Reino Unido     | Bournemouth International Centre          |
| 7 de marzo de 2008       | London                        | Reino Unido     | The O2 Arena                              |
| 10 de marzo de 2008      | Copenhague                    | Dinamarca       | Royal Arena                               |
| 12 de marzo de 2008      | Estocolmo                     | Suecia          | Hovet                                     |
| 14 de marzo de 2008      | Helsinki                      | Finlandia       | Hartwall Areena                           |
| 16 de marzo de 2008      | Tallin                        | Estonia         | Saku Suurhall                             |
| 17 de marzo de 2008      | Riga                          | Letonia         | Arena Riga                                |
| 19 de marzo de 2008      | Varsovia                      | Polonia         | Torwar Hall                               |
| 20 de marzo de 2008      | Praga                         | República Checa | T-Mobile Arena                            |
| 22 de marzo de 2008      | Düsseldorf                    | Alemania        | Philipshalle                              |
| 23 de marzo de 2008      | Moscú                         | Rusia           | Olympic Stadium                           |
| Norte América            |                               |                 |                                           |
| 27 de marzo de 2008      | Las Vegas                     | Estados Unidos  | Private show                              |
| Asia                     |                               |                 |                                           |
| 5 de abril de 2008       | Tokio                         | Japón           | Makuhari Messe                            |
| Norte América            |                               |                 |                                           |
| 4 de julio de 2008       | Nueva Orleans                 | Estados Unidos  | Louisiana Superdome                       |
| Africa                   |                               |                 |                                           |
| 12 de julio de 2008      | Casablanca                    | Marruecos       | Stade Mohammed V                          |
| Oceania                  |                               |                 |                                           |
| 27 de octubre de 2008    | Auckland                      | Nueva Zelanda   | Vector Arena                              |
| 28 de octubre de 2008    | Auckland                      | Nueva Zelanda   | Vector Arena                              |
| 29 de octubre de 2008    | Wellington                    | Nueva Zelanda   | TSB Bank Arena                            |
| 31 de octubre de 2008    | Brisbane                      | Australia       | Brisbane Entertainment Centre             |
| 1 de noviembre de 2008   | Brisbane                      | Australia       | Brisbane Entertainment Centre             |
| 3 de noviembre de 2008   | Adelaide                      | Australia       | Adelaide Entertainment Centre             |
| 4 de noviembre de 2008   | Melbourne                     | Australia       | Rod Laver Arena                           |
| 5 de noviembre de 2008   | Melbourne                     | Australia       | Rod Laver Arena                           |
| 7 de noviembre de 2008   | Sídney                        | Australia       | Acer Arena                                |
| 8 de noviembre de 2008   | Sídney                        | Australia       | Acer Arena                                |
| 9 de noviembre de 2008   | Sídney                        | Australia       | Acer Arena                                |
| 11 de noviembre de 2008  | Perth, Western Australia      | Australia       | Burswood Dome                             |
| Asia                     |                               |                 |                                           |
| 13 de noviembre de 2008  | Singapur                      | Singapur        | Singapore Indoor Stadium                  |
| 16 de noviembre de 2008  | Manila                        | Filipinas       | The Fort Bonifacio Open Field             |
| Norte América            |                               |                 |                                           |
| 22 de enero de 2009      | Monterrey                     | México          | Arena Monterrey                           |
| 24 de enero de 2009      | Ciudad de México              | México          | Palacio de los Deportes                   |

- Datos: Q574684
- Multimedia: The Good Girl Gone Bad Tour / Q574684